# 对苯二酚二乙酸酯
对苯二酚二乙酸酯是一种有机化合物，化学式为C10H10O4。它可由对苯二酚和乙酸酐在氯化铁六水合物催化下反应制得。

## 反应
它和对苯二酚、碳酸钾在二甲基亚砜中反应，可以得到对苯二酚单乙酸酯。